# Lathyrus palustris subsp. nudicaulis
Lathyrus nudicaulis (aceptado Lathyrus palustris subsp. nudicaulis) es una planta fanerógama de la familia de las fabáceas.

## Descripción
Es una hierba perenne con rizoma corto y leñoso y raíces tuberosas. Tallo de hasta 1,6 m, trepadores mediante zarcillos foliares, sin alas pero frecuentemente con dos csotillas longitudinales a lo largo de los entrenudos. Hojas alternas, pecioladas, paripinnadas, con dos estípulas ovado-lanceoladas entreas o a veces dentadas en la base del peciolo con 2-6 pares de folíolos y un zarcillo apical simple o ramificado; foliolos lineares, con nervios paralelos. Flores hermafroditas, zigomorfas, pentámeras, pediceladas, reunidas en racimos axilares largamente pedunculados con (1-) 3-6 (-9) flores. Cáliz de 5-9,5 mm, subcilíndrico, con sépalos soldados formando un tubo, con cinco dientes desiguales, el inferior más largo que los demás. goboso en la base. Corola purpúrea, con pétalo superior (estandarte) ciliado, al menos en le ápice, y más largo que los laterales (alas) y que la quilla formada por fusión de los dos inferiores. Androceo con 10 estambres; los 9 inferiores soldados por los filamentos en la parte inferior para formar un tubo que envuelve el ovario, y el superior librte (androceo diadelfo). Ovario súpero, con un solo carpelo. Fruto en legimbre de has 4 cm, elíptico, plano, con pico corto y dos quillas poco marcadas en la parte ventral.

## Distribución y hábitat
Endemismo ibérico. En formaciones ribereñas sobre suelos higroturbosos. Florece en primavera y verano.

## Taxonomía
Lathyrus palustris subsp. nudicaulis fue descrito por (Willk.) P.W.Ball y publicado en Feddes Repertorium 79(1–2): 47. 1968. 
Etimología
Lathyrus: nombre genérico derivado del griego que se refiere a un antiguo nombre del "gisante".
lacustris: epíteto latíno que significa "de los lagos o estanques" 
nudicaulis: epíteto latíno que significa "con los tallos desnudos"
Sinonimia
- Lathyrus nudicaulus (Willk.) Amo	[6]